# Erki Savisaar
Erki Savisaar (ur. 16 czerwca 1978 w Vastse-Kuuste w prowincji Põlvamaa) – estoński polityk i informatyk, działacz Estońskiej Partii Centrum, deputowany, od 2021 do 2022 minister środowiska.

## Życiorys
Syn polityka Edgara Savisaara. W 2003 ukończył studia z informatyki stosowanej na Uniwersytecie Tallińskim. Od drugiej połowy lat 90. pracował jako nauczyciel. Przez kilkanaście lat wchodził w skład zarządu przedsiębiorstwa OÜ Fixor Holding. Od 2012 do 2015 był dyrektorem departamentu IT w stołecznym przedsiębiorstwie transportowym Tallinna Linnatranspordi AS.
Działacz Estońskiej Partii Centrum. W 2013 zasiadł w radzie miejskiej Tallinna. W 2015 i 2019 uzyskiwał mandat posła do Zgromadzenia Państwowego XIII i XIV kadencji. W listopadzie 2021 dołączył do rządu Kai Kallas, objął w nim stanowisko ministra środowiska; zastąpił na tej funkcji Tõnisa Möldera. Zakończył urzędowanie w czerwcu 2022.

## Odznaczenia
- Krzyż Komandorski Orderu Gwiazdy Rumunii (Rumunia, 2021)[6]
- Medal Rady Bałtyckiej (2018)[7]